# Llista de topònims de l'Ametlla de Mar
Llista de topònims (noms propis de lloc) del municipi de l'Ametlla de Mar, al Baix Ebre
Informació actualitzada per un bot. Els canvis manuals es perdran quan s'actualitzi!

## cap
| imatge | Nom                   | Ubicat a         | instància de | Detalls | coordenades                                                             | Protecció | Commons (més fotos) | Dades a WD                    |
| ------ | --------------------- | ---------------- | ------------ | ------- | ----------------------------------------------------------------------- | --------- | ------------------- | ----------------------------- |
|        | Cap de Sant Jordi     | l'Ametlla de Mar | cap          |         | 40° 55′ 00″ N, 0° 50′ 00″ E / 40.91667°N,0.83333°E                      |           |                     | Modifica les dades a Wikidata |
|        | Punta de l'Àliga      | l'Ametlla de Mar | cap          |         | 40° 50′ 48″ N, 0° 45′ 45″ E / 40.846674814570015°N,0.7624767577669209°E |           | Punta de l'Àliga    | Modifica les dades a Wikidata |
|        | punta de Cala Mosques | l'Ametlla de Mar | cap          |         | 40° 54′ 13″ N, 0° 49′ 35″ E / 40.903611111111°N,0.82638888888889°E      |           |                     | Modifica les dades a Wikidata |
|        | punta de Calafat      | l'Ametlla de Mar | cap          |         | 40° 55′ 18″ N, 0° 50′ 34″ E / 40.921666666667°N,0.84277777777778°E      |           |                     | Modifica les dades a Wikidata |

## corral
| imatge | Nom                   | Ubicat a         | instància de | Detalls | coordenades                                                          | Protecció | Commons (més fotos) | Dades a WD                    |
| ------ | --------------------- | ---------------- | ------------ | ------- | -------------------------------------------------------------------- | --------- | ------------------- | ----------------------------- |
|        | corral de Blai        | l'Ametlla de Mar | corral       |         | 40° 53′ 15″ N, 0° 45′ 56″ E / 40.887473100605°N,0.765559777904339°E  |           |                     | Modifica les dades a Wikidata |
|        | corral de Molins      | l'Ametlla de Mar | corral       |         | 40° 54′ 24″ N, 0° 45′ 29″ E / 40.9067753876127°N,0.758106992792512°E |           |                     | Modifica les dades a Wikidata |
|        | corral del Zorro      | l'Ametlla de Mar | corral       |         | 40° 55′ 44″ N, 0° 44′ 16″ E / 40.929023960851°N,0.737841973206891°E  |           |                     | Modifica les dades a Wikidata |
|        | corrals de Sant Jordi | l'Ametlla de Mar | corral       |         | 40° 55′ 42″ N, 0° 47′ 28″ E / 40.928453704793°N,0.791102696814827°E  |           |                     | Modifica les dades a Wikidata |

## cova
| imatge | Nom                  | Ubicat a                   | instància de | Detalls | coordenades                                                          | Protecció | Commons (més fotos) | Dades a WD                    |
| ------ | -------------------- | -------------------------- | ------------ | ------- | -------------------------------------------------------------------- | --------- | ------------------- | ----------------------------- |
|        | avenc del Xartolí    | Baix Ebre l'Ametlla de Mar | cova         |         | 40° 51′ 33″ N, 0° 46′ 37″ E / 40.859072°N,0.777054°E                 |           |                     | Modifica les dades a Wikidata |
|        | cova de la Ferradura | l'Ametlla de Mar           | cova         |         | 40° 55′ 49″ N, 0° 46′ 40″ E / 40.9304063097584°N,0.777878330408071°E |           |                     | Modifica les dades a Wikidata |
|        | cova del Llop Marí   | l'Ametlla de Mar           | cova         |         | 40° 53′ 28″ N, 0° 49′ 04″ E / 40.8911669039961°N,0.817792297053923°E |           |                     | Modifica les dades a Wikidata |

## curs d'aigua
| imatge | Nom                       | Ubicat a                                              | instància de | Detalls                               | coordenades                                              | Protecció | Commons (més fotos) | Dades a WD                    |
| ------ | ------------------------- | ----------------------------------------------------- | ------------ | ------------------------------------- | -------------------------------------------------------- | --------- | ------------------- | ----------------------------- |
|        | Barranc del Cap del Terme | Vandellòs i l'Hospitalet de l'Infant l'Ametlla de Mar | curs d'aigua | Desemboca: mar Mediterrània           | 2 msnm                                                   |           |                     | Modifica les dades a Wikidata |
|        | barranc de l'Estany Tort  | l'Ametlla de Mar                                      | curs d'aigua |                                       | 40° 54′ 54″ N, 0° 46′ 28″ E / 40.9151°N,0.774553°E       |           |                     | Modifica les dades a Wikidata |
|        | barranc de les Guàrdies   | el Perelló l'Ametlla de Mar                           | curs d'aigua | Travessa: l'Ametlla de Mar el Perelló | 40° 52′ 31″ N, 0° 44′ 13″ E / 40.87536944°N,0.73680833°E |           |                     | Modifica les dades a Wikidata |

## església
| imatge | Nom                              | Ubicat a         | instància de | Detalls                           | coordenades | Protecció                   | Commons (més fotos)              | Dades a WD                    |
| ------ | -------------------------------- | ---------------- | ------------ | --------------------------------- | --- | --------------------------- | -------------------------------- | ----------------------------- |
|        | capella de Sant Jordi d'Alfama   | l'Ametlla de Mar | església     |                                   | 40° 55′ 31″ N, 0° 48′ 31″ E / 40.925270080566406°N,0.8086159825325012°E ca:Urb. Sant Jordi. Carrer de la Capella |                             |                                  | Modifica les dades a Wikidata |
|        | la Candelera de l'Ametlla de Mar | l'Ametlla de Mar | església     | Estil: historicisme arquitectònic | 40° 53′ 00″ N, 0° 48′ 10″ E / 40.8832°N,0.8027°E ca:Carrer Jaume Balmes, 13                                      | bé cultural d'interès local | La Candelera de l'Ametlla de Mar | Modifica les dades a Wikidata |

## fortificació
| imatge | Nom                                  | Ubicat a         | instància de | Detalls | coordenades                                                                                   | Protecció | Commons (més fotos) | Dades a WD                    |
| ------ | ------------------------------------ | ---------------- | ------------ | ------- | --------------------------------------------------------------------------------------------- | --------- | ------------------- | ----------------------------- |
|        | Bateria de Costa de l'Ametlla de Mar | l'Ametlla de Mar | fortificació | 1937    | 40° 51′ 59″ N, 0° 47′ 28″ E / 40.86640479901703°N,0.7910345040691927°E                        |           |                     | Modifica les dades a Wikidata |
|        | Niu de metralladores de Sant Jordi   | l'Ametlla de Mar | fortificació |         | 40° 54′ 42″ N, 0° 50′ 01″ E / 40.91172790527344°N,0.833594024181366°E ca:Platja de Sant Jordi |           |                     | Modifica les dades a Wikidata |

## granja
| imatge | Nom                | Ubicat a         | instància de | Detalls | coordenades                                                          | Protecció | Commons (més fotos) | Dades a WD                    |
| ------ | ------------------ | ---------------- | ------------ | ------- | -------------------------------------------------------------------- | --------- | ------------------- | ----------------------------- |
|        | Granja Figuerola   | l'Ametlla de Mar | granja       |         | 40° 54′ 11″ N, 0° 46′ 36″ E / 40.90302061726°N,0.776777453016302°E   |           |                     | Modifica les dades a Wikidata |
|        | Granja de Júlio    | l'Ametlla de Mar | granja       |         | 40° 54′ 37″ N, 0° 44′ 55″ E / 40.9102717368079°N,0.748478580854057°E |           |                     | Modifica les dades a Wikidata |
|        | Granja de Liandre  | l'Ametlla de Mar | granja       |         | 40° 51′ 42″ N, 0° 46′ 27″ E / 40.8616717512786°N,0.774198655789819°E |           |                     | Modifica les dades a Wikidata |
|        | Granja de Manxegot | l'Ametlla de Mar | granja       |         | 40° 54′ 10″ N, 0° 46′ 46″ E / 40.9026732574961°N,0.779317752768612°E |           |                     | Modifica les dades a Wikidata |
|        | Granja de Samarra  | l'Ametlla de Mar | granja       |         | 40° 53′ 40″ N, 0° 47′ 06″ E / 40.894428433353°N,0.78496566556649°E   |           |                     | Modifica les dades a Wikidata |
|        | Granja de Sillero  | l'Ametlla de Mar | granja       |         | 40° 54′ 34″ N, 0° 47′ 44″ E / 40.9095040594698°N,0.795438088845458°E |           |                     | Modifica les dades a Wikidata |
|        | Granja del Cabré   | l'Ametlla de Mar | granja       |         | 40° 53′ 53″ N, 0° 46′ 16″ E / 40.8980581112361°N,0.771210086074218°E |           |                     | Modifica les dades a Wikidata |

## masia
| imatge | Nom                        | Ubicat a         | instància de | Detalls | coordenades                                                          | Protecció | Commons (més fotos) | Dades a WD                    |
| ------ | -------------------------- | ---------------- | ------------ | ------- | -------------------------------------------------------------------- | --------- | ------------------- | ----------------------------- |
|        | Can Nostre-senyor          | l'Ametlla de Mar | masia        |         | 40° 54′ 17″ N, 0° 45′ 43″ E / 40.904794850526°N,0.76206301228895°E   |           |                     | Modifica les dades a Wikidata |
|        | Casa de Fortera            | l'Ametlla de Mar | masia        |         | 40° 54′ 24″ N, 0° 47′ 45″ E / 40.9067930330129°N,0.795919958426664°E |           |                     | Modifica les dades a Wikidata |
|        | Casa de Pàmies             | l'Ametlla de Mar | masia        |         | 40° 53′ 55″ N, 0° 49′ 16″ E / 40.8987345709956°N,0.821199759799991°E |           |                     | Modifica les dades a Wikidata |
|        | Casa de na Raola           | l'Ametlla de Mar | masia        |         | 40° 54′ 34″ N, 0° 45′ 31″ E / 40.9094959069022°N,0.758584958286726°E |           |                     | Modifica les dades a Wikidata |
|        | Caseta d'en Butxaca        | l'Ametlla de Mar | masia        |         | 40° 54′ 36″ N, 0° 46′ 12″ E / 40.910131138444°N,0.769973423573329°E  |           |                     | Modifica les dades a Wikidata |
|        | Caseta de Saleixa          | l'Ametlla de Mar | masia        |         | 40° 54′ 51″ N, 0° 45′ 50″ E / 40.9142081472099°N,0.763757024938364°E |           |                     | Modifica les dades a Wikidata |
|        | Caseta de Tabola           | l'Ametlla de Mar | masia        |         | 40° 56′ 03″ N, 0° 44′ 05″ E / 40.9342219737087°N,0.734671513050828°E |           |                     | Modifica les dades a Wikidata |
|        | Caseta del Cover           | l'Ametlla de Mar | masia        |         | 40° 56′ 06″ N, 0° 43′ 59″ E / 40.9351372356879°N,0.733119922094565°E |           |                     | Modifica les dades a Wikidata |
|        | Caseta del Tomaco          | l'Ametlla de Mar | masia        |         | 40° 54′ 24″ N, 0° 46′ 45″ E / 40.906634422182°N,0.779208925140101°E  |           |                     | Modifica les dades a Wikidata |
|        | Mas Malena                 | l'Ametlla de Mar | masia        |         | 40° 51′ 11″ N, 0° 45′ 21″ E / 40.8529371451311°N,0.755748012075764°E |           |                     | Modifica les dades a Wikidata |
|        | Mas d'Arcona               | l'Ametlla de Mar | masia        |         | 40° 54′ 15″ N, 0° 46′ 08″ E / 40.9043014944957°N,0.768946546049621°E |           |                     | Modifica les dades a Wikidata |
|        | Mas d'Eusèbio              | l'Ametlla de Mar | masia        |         | 40° 54′ 26″ N, 0° 46′ 59″ E / 40.9070961749121°N,0.783075760456958°E |           |                     | Modifica les dades a Wikidata |
|        | Mas d'Homedes              | l'Ametlla de Mar | masia        |         | 40° 55′ 21″ N, 0° 45′ 45″ E / 40.9225864990717°N,0.762441361648611°E |           |                     | Modifica les dades a Wikidata |
|        | Mas d'en Guitard           | l'Ametlla de Mar | masia        |         | 40° 56′ 25″ N, 0° 41′ 10″ E / 40.94022322807°N,0.68603431461711°E    |           |                     | Modifica les dades a Wikidata |
|        | Mas de Bolet               | l'Ametlla de Mar | masia        |         | 40° 54′ 17″ N, 0° 46′ 29″ E / 40.9046841442593°N,0.774762835088165°E |           |                     | Modifica les dades a Wikidata |
|        | Mas de Bomba               | l'Ametlla de Mar | masia        |         | 40° 54′ 46″ N, 0° 45′ 47″ E / 40.9126456146229°N,0.763073548564564°E |           |                     | Modifica les dades a Wikidata |
|        | Mas de Canyeco             | l'Ametlla de Mar | masia        |         | 40° 54′ 59″ N, 0° 46′ 34″ E / 40.9164124553208°N,0.776198013864693°E |           |                     | Modifica les dades a Wikidata |
|        | Mas de Carretilla          | l'Ametlla de Mar | masia        |         | 40° 54′ 20″ N, 0° 46′ 45″ E / 40.9054727578962°N,0.77922406176726°E  |           |                     | Modifica les dades a Wikidata |
|        | Mas de Catalí              | l'Ametlla de Mar | masia        |         | 40° 55′ 14″ N, 0° 45′ 56″ E / 40.9205503893603°N,0.765668770210227°E |           |                     | Modifica les dades a Wikidata |
|        | Mas de Cavaller            | l'Ametlla de Mar | masia        |         | 40° 51′ 08″ N, 0° 45′ 28″ E / 40.8522211468186°N,0.75783627714359°E  |           |                     | Modifica les dades a Wikidata |
|        | Mas de Cebacrua            | l'Ametlla de Mar | masia        |         | 40° 54′ 01″ N, 0° 43′ 11″ E / 40.9002378379797°N,0.719627838937255°E |           |                     | Modifica les dades a Wikidata |
|        | Mas de Coll de Mar         | l'Ametlla de Mar | masia        |         | 40° 55′ 02″ N, 0° 46′ 06″ E / 40.9173604227411°N,0.768388577399834°E |           |                     | Modifica les dades a Wikidata |
|        | Mas de Curcó               | l'Ametlla de Mar | masia        |         | 40° 54′ 56″ N, 0° 45′ 46″ E / 40.915619571927°N,0.76288519747462°E   |           |                     | Modifica les dades a Wikidata |
|        | Mas de Guixo               | l'Ametlla de Mar | masia        |         | 40° 56′ 18″ N, 0° 42′ 55″ E / 40.9382875930663°N,0.715218961469019°E |           |                     | Modifica les dades a Wikidata |
|        | Mas de Guzman              | l'Ametlla de Mar | masia        |         | 40° 54′ 25″ N, 0° 47′ 59″ E / 40.9068277496963°N,0.799623000229959°E |           |                     | Modifica les dades a Wikidata |
|        | Mas de Manra               | l'Ametlla de Mar | masia        |         | 40° 53′ 15″ N, 0° 46′ 55″ E / 40.8875270174757°N,0.78187775055378°E  |           |                     | Modifica les dades a Wikidata |
|        | Mas de Manxegot            | l'Ametlla de Mar | masia        |         | 40° 56′ 01″ N, 0° 44′ 30″ E / 40.9334839518051°N,0.741585470809748°E |           |                     | Modifica les dades a Wikidata |
|        | Mas de Martinet            | l'Ametlla de Mar | masia        |         | 40° 53′ 55″ N, 0° 47′ 22″ E / 40.8986533965295°N,0.789495078225355°E |           |                     | Modifica les dades a Wikidata |
|        | Mas de Parabola            | l'Ametlla de Mar | masia        |         | 40° 54′ 33″ N, 0° 45′ 29″ E / 40.9090645309682°N,0.758172112507022°E |           |                     | Modifica les dades a Wikidata |
|        | Mas de Pedrito             | l'Ametlla de Mar | masia        |         | 40° 54′ 34″ N, 0° 44′ 31″ E / 40.9094031798092°N,0.741835533044718°E |           |                     | Modifica les dades a Wikidata |
|        | Mas de Pino                | l'Ametlla de Mar | masia        |         | 40° 55′ 38″ N, 0° 44′ 00″ E / 40.9271780011269°N,0.733285196014205°E |           |                     | Modifica les dades a Wikidata |
|        | Mas de Pujol               | l'Ametlla de Mar | masia        |         | 40° 52′ 29″ N, 0° 45′ 36″ E / 40.8746845393904°N,0.760092313716231°E |           |                     | Modifica les dades a Wikidata |
|        | Mas de Queso               | l'Ametlla de Mar | masia        |         | 40° 54′ 39″ N, 0° 47′ 36″ E / 40.9108965045225°N,0.793361509084346°E |           |                     | Modifica les dades a Wikidata |
|        | Mas de Reos                | l'Ametlla de Mar | masia        |         | 40° 54′ 12″ N, 0° 48′ 24″ E / 40.9034668967768°N,0.806655721135987°E |           |                     | Modifica les dades a Wikidata |
|        | Mas de Samarra             | l'Ametlla de Mar | masia        |         | 40° 53′ 40″ N, 0° 46′ 55″ E / 40.8944254731285°N,0.781813428297385°E |           |                     | Modifica les dades a Wikidata |
|        | Mas de Tomàs               | l'Ametlla de Mar | masia        |         | 40° 54′ 44″ N, 0° 46′ 24″ E / 40.9121316180602°N,0.77327820367431°E  |           |                     | Modifica les dades a Wikidata |
|        | Mas de Vicenton            | l'Ametlla de Mar | masia        |         | 40° 52′ 27″ N, 0° 44′ 40″ E / 40.874219635655°N,0.744562836334141°E  |           |                     | Modifica les dades a Wikidata |
|        | Mas de l'Alberet           | l'Ametlla de Mar | masia        |         | 40° 54′ 28″ N, 0° 46′ 40″ E / 40.9076770290468°N,0.777689958370429°E |           |                     | Modifica les dades a Wikidata |
|        | Mas de l'Estanquer         | l'Ametlla de Mar | masia        |         | 40° 56′ 00″ N, 0° 43′ 44″ E / 40.9333957109642°N,0.728844337487996°E |           |                     | Modifica les dades a Wikidata |
|        | Mas de la Llana            | l'Ametlla de Mar | masia        |         | 40° 55′ 21″ N, 0° 45′ 00″ E / 40.9225583337068°N,0.749890234737258°E |           |                     | Modifica les dades a Wikidata |
|        | Mas de la Peixo            | l'Ametlla de Mar | masia        |         | 40° 55′ 04″ N, 0° 45′ 39″ E / 40.917652822338°N,0.760707927163223°E  |           |                     | Modifica les dades a Wikidata |
|        | Mas de la Ratolina         | l'Ametlla de Mar | masia        |         | 40° 54′ 02″ N, 0° 47′ 13″ E / 40.9006476070909°N,0.786864453640278°E |           |                     | Modifica les dades a Wikidata |
|        | Mas de la Roca Blanca      | l'Ametlla de Mar | masia        |         | 40° 55′ 13″ N, 0° 45′ 23″ E / 40.9201979395651°N,0.756335197809339°E |           |                     | Modifica les dades a Wikidata |
|        | Mas del Canari             | l'Ametlla de Mar | masia        |         | 40° 52′ 02″ N, 0° 46′ 03″ E / 40.8671882992071°N,0.767416759286627°E |           |                     | Modifica les dades a Wikidata |
|        | Mas del Cec                | l'Ametlla de Mar | masia        |         | 40° 53′ 22″ N, 0° 45′ 34″ E / 40.8894151934123°N,0.75934613813296°E  |           |                     | Modifica les dades a Wikidata |
|        | Mas del Joaquino           | l'Ametlla de Mar | masia        |         | 40° 56′ 24″ N, 0° 41′ 09″ E / 40.9399628295645°N,0.685869445179983°E |           |                     | Modifica les dades a Wikidata |
|        | Mas del Pere del Frauquero | l'Ametlla de Mar | masia        |         | 40° 55′ 53″ N, 0° 44′ 06″ E / 40.931288825163°N,0.73504023144372°E   |           |                     | Modifica les dades a Wikidata |
|        | Mas del Plater             | l'Ametlla de Mar | masia        |         | 40° 55′ 25″ N, 0° 45′ 44″ E / 40.9237467678678°N,0.76235470787817°E  |           |                     | Modifica les dades a Wikidata |
|        | Mas del Rabosenc           | l'Ametlla de Mar | masia        |         | 40° 54′ 47″ N, 0° 46′ 06″ E / 40.9130999445721°N,0.768389432279436°E |           |                     | Modifica les dades a Wikidata |
|        | Mas del Renegat            | l'Ametlla de Mar | masia        |         | 40° 54′ 11″ N, 0° 48′ 36″ E / 40.9031866379671°N,0.80991785220888°E  |           |                     | Modifica les dades a Wikidata |
|        | Mas del Sillero            | l'Ametlla de Mar | masia        |         | 40° 51′ 05″ N, 0° 31′ 37″ E / 40.8514727831955°N,0.526985005373518°E |           |                     | Modifica les dades a Wikidata |
|        | Mas del Tio Cinto          | l'Ametlla de Mar | masia        |         | 40° 52′ 00″ N, 0° 46′ 00″ E / 40.8665527210701°N,0.766690609527295°E |           |                     | Modifica les dades a Wikidata |
|        | Mas del Ventero            | l'Ametlla de Mar | masia        |         | 40° 54′ 42″ N, 0° 45′ 58″ E / 40.9116527272958°N,0.766217820045472°E |           |                     | Modifica les dades a Wikidata |
|        | Mas del Virgili            | l'Ametlla de Mar | masia        |         | 40° 52′ 12″ N, 0° 45′ 42″ E / 40.8701213888126°N,0.761670068150222°E |           |                     | Modifica les dades a Wikidata |
|        | Mas del Zorro              | l'Ametlla de Mar | masia        |         | 40° 55′ 45″ N, 0° 44′ 19″ E / 40.9291715579759°N,0.738478260101375°E |           |                     | Modifica les dades a Wikidata |
|        | Masia de Jordi             | l'Ametlla de Mar | masia        |         | 40° 51′ 51″ N, 0° 46′ 23″ E / 40.8642143214618°N,0.772927014763995°E |           |                     | Modifica les dades a Wikidata |
|        | Masia de Manuelet de Ponç  | l'Ametlla de Mar | masia        |         | 40° 55′ 48″ N, 0° 43′ 24″ E / 40.9299876830835°N,0.723201000787708°E |           |                     | Modifica les dades a Wikidata |
|        | Masia de Ponç              | l'Ametlla de Mar | masia        |         | 40° 55′ 33″ N, 0° 46′ 06″ E / 40.925870070861°N,0.768268452751029°E  |           |                     | Modifica les dades a Wikidata |
|        | lo Casalot                 | l'Ametlla de Mar | masia        |         | 40° 55′ 45″ N, 0° 47′ 28″ E / 40.9290840472233°N,0.791093571585429°E |           |                     | Modifica les dades a Wikidata |

## muntanya
| imatge | Nom                | Ubicat a                 | instància de | Detalls | coordenades | Protecció | Commons (més fotos)          | Dades a WD                    |
| ------ | ------------------ | ------------------------ | ------------ | ------- | --- | --------- | ---------------------------- | ----------------------------- |
|        | Coll de Tormo      | l'Ametlla de Mar         | muntanya     |         | 40° 55′ 57″ N, 0° 43′ 33″ E / 40.9326°N,0.725944°E 213.8 msnm                                                             |           |                              | Modifica les dades a Wikidata |
|        | Lo Pla             | l'Ametlla de Mar         | muntanya     |         | 40° 56′ 32″ N, 0° 42′ 37″ E / 40.94225°N,0.71016667°E 327.3 msnm                                                          |           |                              | Modifica les dades a Wikidata |
|        | Puig Moltó         | l'Ametlla de Mar         | muntanya     |         | 40° 51′ 54″ N, 0° 44′ 53″ E / 40.865075°N,0.74796111°E 40° 51′ 54″ N, 0° 44′ 52″ E / 40.865°N,0.74777777777778°E 207 msnm |           |                              | Modifica les dades a Wikidata |
|        | Roca de Vilaro     | l'Ametlla de Mar         | muntanya     |         | 40° 55′ 36″ N, 0° 42′ 55″ E / 40.9266°N,0.715389°E 257.4 msnm                                                             |           |                              | Modifica les dades a Wikidata |
|        | Roca del Llaner    | l'Ametlla de Mar         | muntanya     |         | 40° 55′ 29″ N, 0° 42′ 43″ E / 40.92483333°N,0.71202778°E 331.4 msnm                                                       |           |                              | Modifica les dades a Wikidata |
|        | Tossal de Montagut | Tivissa l'Ametlla de Mar | muntanya     |         | 40° 56′ 29″ N, 0° 42′ 53″ E / 40.941305°N,0.714712°E 394 msnm                                                             |           | Tossal de Montagut (Tivissa) | Modifica les dades a Wikidata |
|        | la Barra           | l'Ametlla de Mar         | muntanya     |         | 40° 55′ 45″ N, 0° 42′ 08″ E / 40.92913889°N,0.70225°E 362.1 msnm                                                          |           |                              | Modifica les dades a Wikidata |

## nucli de població
| imatge | Nom                  | Ubicat a         | instància de                                           | Detalls  | coordenades                                                                  | Protecció | Commons (més fotos) | Dades a WD                    |
| ------ | -------------------- | ---------------- | ------------------------------------------------------ | -------- | ---------------------------------------------------------------------------- | --------- | ------------------- | ----------------------------- |
|        | Calafat              | l'Ametlla de Mar | nucli de població nucli d'entitat singular de població | 456 hab  | 40° 55′ 31″ N, 0° 50′ 33″ E / 40.92525°N,0.84251389°E 19 msnm                |           |                     | Modifica les dades a Wikidata |
|        | Marina de Sant Jordi | l'Ametlla de Mar | nucli de població nucli d'entitat singular de població | 77 hab   | 40° 54′ 58″ N, 0° 50′ 03″ E / 40.916079291198°N,0.83411346151709°E 11 msnm   |           |                     | Modifica les dades a Wikidata |
|        | Racons               | l'Ametlla de Mar | nucli de població nucli d'entitat singular de població | 2 hab    | 40° 51′ 32″ N, 0° 45′ 40″ E / 40.858841417217°N,0.76123841011907°E 22 msnm   |           |                     | Modifica les dades a Wikidata |
|        | Sant Jordi d'Alfama  | l'Ametlla de Mar | nucli de població nucli d'entitat singular de població | 145 hab  | 40° 55′ 39″ N, 0° 48′ 10″ E / 40.92738889°N,0.80285833°E 68 msnm             |           | Sant Jordi d'Alfama | Modifica les dades a Wikidata |
|        | l'Estany             | l'Ametlla de Mar | nucli de població nucli d'entitat singular de població | 11 hab   | 40° 52′ 09″ N, 0° 47′ 17″ E / 40.86910109°N,0.7879284°E 11 msnm              |           |                     | Modifica les dades a Wikidata |
|        | l'Hidalgo            | l'Ametlla de Mar | nucli de població nucli d'entitat singular de població | 0 hab    | 40° 51′ 38″ N, 0° 46′ 30″ E / 40.8606242034798°N,0.774993044680417°E 15 msnm |           |                     | Modifica les dades a Wikidata |
|        | l'Àlia               | l'Ametlla de Mar | nucli de població nucli d'entitat singular de població | 5 hab    | 40° 51′ 03″ N, 0° 45′ 43″ E / 40.85082°N,0.76185°E 25 msnm                   |           |                     | Modifica les dades a Wikidata |
|        | la Cala Nova         | l'Ametlla de Mar | nucli de població nucli d'entitat singular de població | 0 hab    | 40° 53′ 40″ N, 0° 49′ 21″ E / 40.8945686481402°N,0.822392958198314°E 14 msnm |           |                     | Modifica les dades a Wikidata |
|        | les Roques Daurades  | l'Ametlla de Mar | nucli de població nucli d'entitat singular de població | 84 hab   | 40° 52′ 18″ N, 0° 47′ 38″ E / 40.8716977297734°N,0.79391650393237°E 7 msnm   |           |                     | Modifica les dades a Wikidata |
|        | les Tres Cales       | l'Ametlla de Mar | nucli de població nucli d'entitat singular de població | 1229 hab | 40° 54′ 22″ N, 0° 49′ 38″ E / 40.906043303803°N,0.82731777689968°E 18 msnm   |           |                     | Modifica les dades a Wikidata |

## platja
| imatge | Nom                       | Ubicat a                    | instància de                  | Detalls                | coordenades                                                            | Protecció | Commons (més fotos)                     | Dades a WD                    |
| ------ | ------------------------- | --------------------------- | ----------------------------- | ---------------------- | ---------------------------------------------------------------------- | --------- | --------------------------------------- | ----------------------------- |
|        | Cala Calafató             | l'Ametlla de Mar            | platja                        | Llarg: 30m Ample: 25m  | 40° 55′ 20″ N, 0° 50′ 28″ E / 40.922199999671°N,0.8410999999441°E      |           | Cala Calafató (L'Ametlla de Mar)        | Modifica les dades a Wikidata |
|        | Cala Mosques              | l'Ametlla de Mar            | platja                        | Llarg: 30m Ample: 10m  | 40° 54′ 08″ N, 0° 49′ 27″ E / 40.902200000238°N,0.82419999989387°E     |           | Cala Mosques (l'Ametlla de Mar)         | Modifica les dades a Wikidata |
|        | Cala Pepo                 | l'Ametlla de Mar            | platja platja urbana          | Llarg: 25m Ample: 10m  | 40° 52′ 44″ N, 0° 47′ 59″ E / 40.878900000322°N,0.79959999965595°E     |           |                                         | Modifica les dades a Wikidata |
|        | Cala Santes Creus         | l'Ametlla de Mar            | platja codolar                | Llarg: 100m Ample: 13m | 40° 51′ 42″ N, 0° 46′ 54″ E / 40.861700000228°N,0.78170000042128°E     |           | Cala Santes Creus                       | Modifica les dades a Wikidata |
|        | Cala Trebol               | l'Ametlla de Mar            | platja                        | Llarg: 25m Ample: 25m  | 40° 55′ 08″ N, 0° 50′ 14″ E / 40.918799999959°N,0.83709999961327°E     |           | Cala Lo Ribellet (L'Ametlla de Mar)     | Modifica les dades a Wikidata |
|        | Cala Vidre                | l'Ametlla de Mar            | platja                        | Llarg: 50m Ample: 20m  | 40° 54′ 39″ N, 0° 49′ 48″ E / 40.910800000134°N,0.82989999991613°E     |           | Cala Vidre (L'Ametlla de Mar)           | Modifica les dades a Wikidata |
|        | cala Forn                 | l'Ametlla de Mar            | platja platja de roques       | Llarg: 55m Ample: 50m  | 40° 54′ 30″ N, 0° 49′ 35″ E / 40.908199999718°N,0.82629999961839°E     |           | Cala Forn (L'Ametlla de Mar)            | Modifica les dades a Wikidata |
|        | cala Llobeta              | l'Ametlla de Mar            | platja                        | Llarg: 20m Ample: 10m  | 40° 55′ 36″ N, 0° 50′ 51″ E / 40.926600000262°N,0.847400000016°E       |           | Cala Llobeta (l'Ametlla de Mar)         | Modifica les dades a Wikidata |
|        | cala d'Arandes            | l'Ametlla de Mar            | platja codolar                |                        | 40° 53′ 16″ N, 0° 48′ 31″ E / 40.88779466245418°N,0.8086260856188051°E |           |                                         | Modifica les dades a Wikidata |
|        | cala de l'Ambrosia        | l'Ametlla de Mar            | platja codolar                |                        | 40° 53′ 23″ N, 0° 48′ 39″ E / 40.889621°N,0.810888°E                   |           | Cala de l'Ambrosia                      | Modifica les dades a Wikidata |
|        | cala de les Ampolles      | l'Ametlla de Mar            | platja                        |                        | 40° 54′ 24″ N, 0° 49′ 35″ E / 40.906797°N,0.826254°E                   |           | Cala de les Ampolles                    | Modifica les dades a Wikidata |
|        | cala del Cementiri        | l'Ametlla de Mar            | platja codolar                |                        | 40° 53′ 22″ N, 0° 48′ 37″ E / 40.88936406637223°N,0.8102340378701947°E |           |                                         | Modifica les dades a Wikidata |
|        | cala del Torrent del Pi   | l'Ametlla de Mar            | platja platja nudista codolar | Llarg: 90m Ample: 12m  | 40° 54′ 00″ N, 0° 49′ 21″ E / 40.899899999838°N,0.82259999976153°E     |           | Cala del Torrent del Pi                 | Modifica les dades a Wikidata |
|        | l'Alguer                  | l'Ametlla de Mar            | platja platja urbana          | Llarg: 150m Ample: 15m | 40° 53′ 05″ N, 0° 48′ 21″ E / 40.884800000216°N,0.80569999971127°E     |           | Platja de l'Alguer                      | Modifica les dades a Wikidata |
|        | lo Codolar de l'Almadrava | l'Ametlla de Mar            | platja                        |                        | 40° 56′ 06″ N, 0° 51′ 24″ E / 40.93499710444313°N,0.8565435545186891°E |           | Lo Codolar de l'Almadrava               | Modifica les dades a Wikidata |
|        | platja de Bon Caponet     | l'Ametlla de Mar            | platja codolar                | Llarg: 15m Ample: 8m   | 40° 52′ 34″ N, 0° 47′ 46″ E / 40.876200000283°N,0.79600000025651°E     |           |                                         | Modifica les dades a Wikidata |
|        | platja de Bon Capó        | l'Ametlla de Mar            | platja                        | Llarg: 55m Ample: 18m  | 40° 52′ 29″ N, 0° 47′ 42″ E / 40.874600000244°N,0.7950999997329°E      |           |                                         | Modifica les dades a Wikidata |
|        | platja de Calafat         | l'Ametlla de Mar            | platja platja de roques       | Llarg: 100m Ample: 20m | 40° 55′ 48″ N, 0° 51′ 05″ E / 40.930100000156°N,0.85149999990592°E     |           | Platja de Calafat                       | Modifica les dades a Wikidata |
|        | platja de Pixavaques      | l'Ametlla de Mar            | platja platja urbana          | Llarg: 65m Ample: 17m  | 40° 53′ 12″ N, 0° 48′ 25″ E / 40.886800000311°N,0.80689999981051°E     |           |                                         | Modifica les dades a Wikidata |
|        | platja de Port Olivet     | l'Ametlla de Mar            | platja codolar                | Llarg: 40m Ample: 10m  | 40° 51′ 57″ N, 0° 47′ 17″ E / 40.865800000052°N,0.7881000000523°E      |           |                                         | Modifica les dades a Wikidata |
|        | platja de Ribes Altes     | l'Ametlla de Mar            | platja                        | Llarg: 25m Ample: 5m   | 40° 52′ 39″ N, 0° 47′ 53″ E / 40.877400000236°N,0.7980000004219°E      |           | Platja de Ribes Altes                   | Modifica les dades a Wikidata |
|        | platja de Sant Jordi      | l'Ametlla de Mar            | platja                        | Llarg: 100m Ample: 45m | 40° 54′ 44″ N, 0° 49′ 56″ E / 40.912099999681°N,0.8321999996572°E      |           | Platja de Sant Jordi (l'Ametlla de Mar) | Modifica les dades a Wikidata |
|        | platja de Xelin           | l'Ametlla de Mar            | platja codolar                | Llarg: 100m Ample: 10m | 40° 53′ 44″ N, 0° 49′ 06″ E / 40.895499999742°N,0.81829999985506°E     |           | Platja de Xelin                         | Modifica les dades a Wikidata |
|        | platja de l'Estany        | l'Ametlla de Mar            | platja codolar                | Llarg: 165m Ample: 15m | 40° 52′ 07″ N, 0° 47′ 33″ E / 40.868500000335°N,0.79239999995877°E     |           |                                         | Modifica les dades a Wikidata |
|        | platja de l'Estany Podrit | l'Ametlla de Mar            | platja codolar                | Llarg: 70m Ample: 10m  | 40° 51′ 28″ N, 0° 46′ 11″ E / 40.857900000204°N,0.76979999988625°E     |           |                                         | Modifica les dades a Wikidata |
|        | platja de l'Estany Tort   | l'Ametlla de Mar            | platja                        | Llarg: 40m Ample: 25m  | 40° 53′ 36″ N, 0° 48′ 58″ E / 40.893399999785°N,0.81620000013054°E     |           | Platja de l'Estany Tort                 | Modifica les dades a Wikidata |
|        | platja de l'Illot         | l'Ametlla de Mar            | platja                        |                        | 40° 50′ 50″ N, 0° 45′ 21″ E / 40.84714550894135°N,0.7558568185974837°E |           | Cala de l'Illot                         | Modifica les dades a Wikidata |
|        | platja de la Llenya       | l'Ametlla de Mar            | platja codolar                | Llarg: 60m Ample: 5m   | 40° 51′ 39″ N, 0° 46′ 49″ E / 40.860699999832°N,0.78030000030552°E     |           | Platja de la Llenya                     | Modifica les dades a Wikidata |
|        | platja de l’Àliga         | el Perelló l'Ametlla de Mar | platja codolar                | Llarg: 100m Ample: 10m | 40° 50′ 46″ N, 0° 45′ 05″ E / 40.845999999695°N,0.75149999972022°E     |           |                                         | Modifica les dades a Wikidata |

## port esportiu
| imatge | Nom                         | Ubicat a         | instància de               | Detalls | coordenades                                                             | Protecció | Commons (més fotos)         | Dades a WD                    |
| ------ | --------------------------- | ---------------- | -------------------------- | ------- | ----------------------------------------------------------------------- | --------- | --------------------------- | ----------------------------- |
|        | Port de Calafat             | l'Ametlla de Mar | port esportiu              |         | 40° 55′ 42″ N, 0° 51′ 03″ E / 40.928465363154984°N,0.8509168279825111°E |           | Port de Calafat             | Modifica les dades a Wikidata |
|        | Port de Sant Jordi d'Alfama | l'Ametlla de Mar | port esportiu              |         | 40° 54′ 53″ N, 0° 50′ 09″ E / 40.91467949782537°N,0.8357026087345573°E  |           | Port de Sant Jordi d'Alfama | Modifica les dades a Wikidata |
|        | Port de l'Ametlla de Mar    | l'Ametlla de Mar | port esportiu port pesquer |         | 40° 52′ 55″ N, 0° 48′ 12″ E / 40.881883154723184°N,0.8034689524966456°E |           | Port of L'Ametlla de Mar    | Modifica les dades a Wikidata |

## torre de defensa
| imatge | Nom                | Ubicat a         | instància de     | Detalls                      | coordenades                                                                      | Protecció                                            | Commons (més fotos) | Dades a WD                    |
| ------ | ------------------ | ---------------- | ---------------- | ---------------------------- | -------------------------------------------------------------------------------- | ---------------------------------------------------- | ------------------- | ----------------------------- |
|        | Torre de l'Ametlla | l'Ametlla de Mar | torre de defensa | Estat: enderrocat o destruït |                                                                                  |                                                      |                     | Modifica les dades a Wikidata |
|        | Torre de l'Àliga   | l'Ametlla de Mar | torre de defensa |                              | 40° 50′ 49″ N, 0° 45′ 43″ E / 40.846966°N,0.762072°E ca:Punta de l'Àliga 13 msnm | bé d'interès cultural bé cultural d'interès nacional | Torre de l'Àliga    | Modifica les dades a Wikidata |

## vèrtex geodèsic
| imatge | Nom        | Ubicat a         | instància de    | Detalls    | coordenades                                                       | Protecció | Commons (més fotos) | Dades a WD                    |
| ------ | ---------- | ---------------- | --------------- | ---------- | ----------------------------------------------------------------- | --------- | ------------------- | ----------------------------- |
|        | La Ametlla | l'Ametlla de Mar | vèrtex geodèsic |            | 40° 52′ 59″ N, 0° 48′ 10″ E / 40.883117°N,0.802745°E 33.069 msnm  |           |                     | Modifica les dades a Wikidata |
|        | La Barra   | l'Ametlla de Mar | vèrtex geodèsic | Alt: 1.2m  | 40° 55′ 44″ N, 0° 42′ 08″ E / 40.928918°N,0.702243°E 361.849 msnm |           |                     | Modifica les dades a Wikidata |
|        | Puig Moltó | l'Ametlla de Mar | vèrtex geodèsic | Alt: 1.15m | 40° 51′ 54″ N, 0° 44′ 53″ E / 40.86507°N,0.747991°E 206.946 msnm  |           |                     | Modifica les dades a Wikidata |

## zona humida
| imatge | Nom                                       | Ubicat a         | instància de      | Detalls            | coordenades                                                           | Protecció | Commons (més fotos)              | Dades a WD                    |
| ------ | ----------------------------------------- | ---------------- | ----------------- | ------------------ | --------------------------------------------------------------------- | --------- | -------------------------------- | ----------------------------- |
|        | Estany de Sant Jordi                      | l'Ametlla de Mar | zona humida       | Superfície: 2.9ha  | 40° 54′ 43″ N, 0° 49′ 50″ E / 40.91203195602384°N,0.830469376006371°E |           | Estany de Sant Jordi             | Modifica les dades a Wikidata |
|        | Port de l'Estany                          | l'Ametlla de Mar | zona humida badia | Superfície: 3.51ha | 40° 52′ 14″ N, 0° 47′ 32″ E / 40.8705201863263°N,0.7923298482008914°E |           | Port de l'Estany                 | Modifica les dades a Wikidata |
|        | desembocadura del torrent de Santes Creus | l'Ametlla de Mar | zona humida       | Superfície: 3.1ha  | 40° 51′ 48″ N, 0° 46′ 53″ E / 40.8634°N,0.78129°E                     |           |                                  | Modifica les dades a Wikidata |
|        | desembocadura del torrent del Pi          | l'Ametlla de Mar | zona humida       | Superfície: 1.85ha | 40° 53′ 58″ N, 0° 49′ 21″ E / 40.8995°N,0.82242°E                     |           | Desembocadura del Torrent del Pi | Modifica les dades a Wikidata |

## àrea protegida
| imatge | Nom                                              | Ubicat a                                           | instància de   | Detalls                       | coordenades                                                           | Protecció | Commons (més fotos) | Dades a WD                    |
| ------ | ------------------------------------------------ | -------------------------------------------------- | -------------- | ----------------------------- | --------------------------------------------------------------------- | --------- | ------------------- | ----------------------------- |
|        | Cap de Santes Creus-Litoral meridional tarragoní | Cambrils l'Hospitalet de l'Infant l'Ametlla de Mar | àrea protegida | 1992 Superfície: 4700.91776ha | 40° 51′ 35″ N, 0° 46′ 38″ E / 40.859837°N,0.777134°E                  |           | Cap de Santes Creus | Modifica les dades a Wikidata |
|        | La Plana de Sant Jordi                           | l'Ametlla de Mar                                   | àrea protegida | Superfície: 256ha             | 40° 55′ 43″ N, 0° 49′ 04″ E / 40.9285496685423°N,0.8176852035720965°E |           |                     | Modifica les dades a Wikidata |

## Misc
| imatge | Nom                                       | Ubicat a         | instància de                                    | Detalls                                                          | coordenades | Protecció                                            | Commons (més fotos)            | Dades a WD                    |
| ------ | ----------------------------------------- | ---------------- | ----------------------------------------------- | ---------------------------------------------------------------- | --- | ---------------------------------------------------- | ------------------------------ | ----------------------------- |
|        | Antiga Llotja de Peix de l'Ametlla de Mar | l'Ametlla de Mar | edifici                                         |                                                                  | 40° 52′ 58″ N, 0° 48′ 11″ E / 40.882743°N,0.802938°E ca:Carrer del Port                                                          | bé cultural d'interès local                          |                                | Modifica les dades a Wikidata |
|        | Castell de Sant Jordi d'Alfama            | l'Ametlla de Mar | castell                                         | Estil: arquitectura popular                                      | 40° 54′ 41″ N, 0° 49′ 55″ E / 40.9114°N,0.832013°E ca:Platja de Sant Jordi                                                       | bé d'interès cultural bé cultural d'interès nacional | Castell de Sant Jordi d'Alfama | Modifica les dades a Wikidata |
|        | Estació de l'Ametlla de Mar               | l'Ametlla de Mar | estació de ferrocarril edifici                  |                                                                  | 40° 53′ 10″ N, 0° 48′ 02″ E / 40.88622222222222°N,0.8004722222222223°E                                                           |                                                      |                                | Modifica les dades a Wikidata |
|        | Hostal Bon Repòs                          | l'Ametlla de Mar | edifici d'hotel                                 | Estil: noucentisme                                               | 40° 53′ 07″ N, 0° 48′ 08″ E / 40.88539505004883°N,0.802282989025116°E ca:Carrer Llibertat, 49 / Plaça Catalunya                  |                                                      |                                | Modifica les dades a Wikidata |
|        | Monument Braços i Rems                    | l'Ametlla de Mar | monument                                        |                                                                  | 40° 53′ 15″ N, 0° 47′ 55″ E / 40.88758850097656°N,0.7985000014305115°E ca:Rotonda de la Ctra TV-3025, a l'entrada de la població |                                                      |                                | Modifica les dades a Wikidata |
|        | Motlló                                    | l'Ametlla de Mar | fita                                            |                                                                  | 40° 53′ 08″ N, 0° 44′ 58″ E / 40.8854564096659°N,0.749403341178735°E                                                             |                                                      |                                | Modifica les dades a Wikidata |
|        | Plaça del Canó                            | l'Ametlla de Mar | conjunt urbà                                    |                                                                  | 40° 52′ 59″ N, 0° 48′ 07″ E / 40.8829345703125°N,0.8018220067024231°E ca:Plaça del Canó                                          |                                                      |                                | Modifica les dades a Wikidata |
|        | Polígon industrial Les Creuetes           | l'Ametlla de Mar | polígon industrial                              |                                                                  | 40° 53′ 41″ N, 0° 46′ 54″ E / 40.8947922572325°N,0.781682468759311°E                                                             |                                                      |                                | Modifica les dades a Wikidata |
|        | Pont de Cala Forn                         | l'Ametlla de Mar | pont                                            |                                                                  | 40° 54′ 38″ N, 0° 49′ 20″ E / 40.9105109267095°N,0.822344677478352°E                                                             |                                                      |                                | Modifica les dades a Wikidata |
|        | Torre de Sant Jordi d'Alfama              | l'Ametlla de Mar | torre de telegrafia òptica                      | Estat: ruïnós                                                    | 40° 54′ 40″ N, 0° 49′ 56″ E / 40.911230555555555°N,0.832275°E ca:Platja de Sant Jordi                                            | bé cultural d'interès nacional                       | Torre de Sant Jordi d'Alfama   | Modifica les dades a Wikidata |
|        | casa consistorial de L'Ametlla de Mar     | l'Ametlla de Mar | casa consistorial                               |                                                                  | 40° 53′ 07″ N, 0° 48′ 12″ E / 40.8853679°N,0.803432°E                                                                            |                                                      |                                | Modifica les dades a Wikidata |
|        | coll de Montagut                          | l'Ametlla de Mar | collada                                         |                                                                  | 40° 56′ 26″ N, 0° 42′ 21″ E / 40.940555555556°N,0.70583333333333°E                                                               |                                                      |                                | Modifica les dades a Wikidata |
|        | cova de la Maça                           | l'Ametlla de Mar | avenc                                           |                                                                  | 40° 55′ 16″ N, 0° 44′ 44″ E / 40.9211855654412°N,0.745554963352284°E                                                             |                                                      |                                | Modifica les dades a Wikidata |
|        | golf de Sant Jordi                        | l'Ampolla        | golf                                            |                                                                  | 40° 48′ 08″ N, 0° 43′ 10″ E / 40.80222222°N,0.71944444°E                                                                         |                                                      | Gulf of Sant Jordi             | Modifica les dades a Wikidata |
|        | l'Ametlla de Mar                          | l'Ametlla de Mar | entitat singular de població capital municipal  | 7347 hab                                                         | 40° 53′ 06″ N, 0° 48′ 01″ E / 40.88500221°N,0.80032416°E 20 msnm                                                                 |                                                      |                                | Modifica les dades a Wikidata |
|        | mar Mediterrània                          |                  | mar interior mar mediterrani conca hidrogràfica | Superfície: 2500000km² Profunditat: 5267 1541m Volum: 3839000km³ | 38° N, 17° E / 38°N,17°E 0 msnm                                                                                                  |                                                      | Mediterranean Sea              | Modifica les dades a Wikidata |